# 武田信清
武田信清（1560年/1563年—1642年）是日本安土桃山時代至江戸時代前期的武將。武田信玄第七子，武田信清繼承安田氏，又名安田三郎信清，擔任海野城主。

## 生平
天正10年（1582年），武田家滅亡之後，武田信清逃往越後，投奔同父異母的姊姊武田菊姬(上杉景勝正室)，成為上杉家家臣，並回復武田姓，武田信清是米澤武田家第一代當主。

## 家族
- 父：武田信玄
- 母：禰津御寮人
- 子：武田勝信